# Schempp-Hirth Ventus-3
Schempp-Hirth Ventus-3 er et højtydende svævefly produceret af Schempp-Hirth, som anvendes i konkurrencer i 18- og 15-klasserne.
| Luftfart | Spire Denne artikel om flyvning er en spire som bør udbygges. Du er velkommen til at hjælpe Wikipedia ved at udvide den. |